# 奧西歐拉鎮區 (密歇根州霍頓縣)
奧西歐拉鎮區（英語：Osceola Township）是位於美國密歇根州霍頓縣的一個行政鎮區。

## 地方資料
奧西歐拉鎮區的面積為67.30平方千米，當中陸地面積為64.40平方千米，而水域面積為2.90平方千米。根據2020年美國人口普查的數據，當地共有人口1822人，而人口密度為每平方千米27.07人。